# Mississauga—Lakeshore
Pour les articles homonymes, voir Mississauga-Sud (circonscription provinciale) et Mississauga (homonymie).
Circonscription électorale fédérale du Canada
Mississauga—Lakeshore (auparavant Mississauga-Sud ((en) Mississauga South) est une circonscription électorale fédérale canadienne située en Ontario.

## Géographiee
La circonscription est située dans la région du grand Toronto, plus précisément dans la ville de Mississauga sur les berges du lac Ontario. 
Les circonscriptions limitrophes sont Etobicoke—Lakeshore, Mississauga-Est—Cooksville, Mississauga—Erindale et Oakville.  

## Historique
La circonscription de Mississauga-Sud est créée en 1976 à partir des circonscriptions de Mississauga et de Mississauga-Centre. La circonscription prend le nom de Mississauga—Lakeshore en 2015.

## Députés
| Parlement                                                  | Années        | Députés         | Parti | Parti                     |
| ---------------------------------------------------------- | ------------- | --------------- | ----- | ------------------------- |
| Mississauga-Sud issue de Mississauga et Mississauga-Centre |               |                 |       |                           |
| 31e                                                        | 1979–1980     | Don Blenkarn    |       | Progressiste-conservateur |
| 32e                                                        | 1980–1984     | Don Blenkarn    |       | Progressiste-conservateur |
| 33e                                                        | 1984–1988     | Don Blenkarn    |       | Progressiste-conservateur |
| 34e                                                        | 1988–1993     | Don Blenkarn    |       | Progressiste-conservateur |
| 35e                                                        | 1993–1997     | Paul Szabo      |       | Libéral                   |
| 36e                                                        | 1997–2000     | Paul Szabo      |       | Libéral                   |
| 37e                                                        | 2000–2004     | Paul Szabo      |       | Libéral                   |
| 38e                                                        | 2004–2006     | Paul Szabo      |       | Libéral                   |
| 39e                                                        | 2006–2008     | Paul Szabo      |       | Libéral                   |
| 40e                                                        | 2008–2011     | Paul Szabo      |       | Libéral                   |
| 41e                                                        | 2011–2015     | Stella Ambler   |       | Conservateur              |
| Mississauga—Lakeshore                                      |               |                 |       |                           |
| 42e                                                        | 2015–2019     | Sven Spengemann |       | Libéral                   |
| 43e                                                        | 2019–2021     | Sven Spengemann |       | Libéral                   |
| 44e                                                        | 2021–2022     | Sven Spengemann |       | Libéral                   |
| 44e                                                        | 2022–2025     | Charles Sousa   |       | Libéral                   |
| 45e                                                        | 2025–en cours | Charles Sousa   |       | Libéral                   |

## Résultats électoraux
|       | Candidat          | Parti              | # de voix | % des voix |
|       | (X) Stella Ambler | Conservateur       | +24 435,  | 41,22 %    |
|       | Sven Spengemann   | Libéral            | +28 279,  | 47,71 %    |
|       | Eric Guerbilsky   | NPD                | +04 735,  | 7,99 %     |
|       | Ariana Burgener   | Vert               | +01 397,  | 2,36 %     |
|       | Dagmar Sullivan   | Marxiste-léniniste | +00111,   | 0,19 %     |
|       | Paul Woodworth    | Parti libertarien  | +00316,   | 0,53 %     |
| Total | Total             | Total              | 59 273    | 100 %      |

|       | Candidat        | Parti        | # de voix | % des voix |
|       | Stella Ambler   | Conservateur | +22 991,  | 46,48 %    |
|       | (x) Paul Szabo  | Libéral      | +18 393,  | 37,18 %    |
|       | Farah Kalbouneh | NPD          | +06 354,  | 12,85 %    |
|       | Paul Simas      | Vert         | +01 532,  | 3,1 %      |
|       | Richard Barrett | Indépendant  | +00194,   | 0,39 %     |
| Total | Total           | Total        | 49 464    | 100 %      |

|       | Candidat         | Parti        | # de voix | % des voix |
|       | Hugh Arrison     | Conservateur | +18 366,  | 39,59 %    |
|       | (x) Paul Szabo   | Libéral      | +20 518,  | 44,22 %    |
|       | Matt Turner      | NPD          | +04 104,  | 8,85 %     |
|       | Richard Laushway | Vert         | +03 407,  | 7,34 %     |
| Total | Total            | Total        | 46 395    | 100 %      |